# Lacinipolia cervina
Lacinipolia cervina är en fjärilsart som beskrevs av Smith 1898. Lacinipolia cervina ingår i släktet Lacinipolia och familjen nattflyn. Inga underarter finns listade i Catalogue of Life.